# USA Perpignan-Stade toulousain en rugby à XV
Cet article retrace l'historique détaillé des confrontations entre les deux clubs français de rugby à XV de l'USA Perpignan et du Stade toulousain.

## Confrontations
| No | Date              | Lieu                                      | Match                                     | Score   | Compétition                                |
| -- | ----------------- | ----------------------------------------- | ----------------------------------------- | ------- | ------------------------------------------ |
| 1  | 17 avril 1921     | Parc des Sports de Sauclières, Béziers    | US Perpignan – Stade toulousain           | 5 – 0   | Championnat (finale)                       |
| 2  | 27 avril 1924     | Stade Jacques-Chaban-Delmas, Bordeaux     | Stade toulousain – US Perpignan           | 3 – 0   | Championnat (finale)                       |
| 3  | 11 janvier 1925   | Stade des Ponts Jumeaux, Toulouse         | Stade toulousain – US Perpignan           | 8 – 3   | Championnat                                |
| 4  | 14 mars 1926      | Stade des Ponts Jumeaux, Toulouse         | Stade toulousain – Arlequins de Perpignan | 11 – 8  | Championnat                                |
| 5  | 6 février 1927    | Stade des Ponts Jumeaux, Toulouse         | Stade toulousain – US Perpignan           | 7 – 6   | Championnat                                |
| 6  | 10 février 1929   | Stade des Ponts Jumeaux, Toulouse         | Stade toulousain – Arlequins de Perpignan | 9 – 0   | Championnat                                |
| 7  | 30 novembre 1930  | Perpignan                                 | US Perpignan – Stade toulousain           | 3 – 0   | Tournoi des 12                             |
| 8  | 18 janvier 1931   | Stade des Ponts Jumeaux, Toulouse         | Stade toulousain – US Perpignan           | 13 – 3  | Tournoi des 12                             |
| 9  | 31 janvier 1932   | Perpignan                                 | US Perpignan – Stade toulousain           | 5 – 12  | Tournoi de l'UFRA                          |
| 10 | 22 janvier 1933   | Perpignan                                 | Arlequins de Perpignan – Stade toulousain | 0 – 3   | Championnat                                |
| 11 | 21 octobre 1934   | Stade des Ponts Jumeaux, Toulouse         | Stade toulousain – USA Perpignan          | 0 – 18  | Challenge Yves du Manoir                   |
| 12 | 18 février 1936   | Stade des Ponts Jumeaux, Toulouse         | Stade toulousain – USA Perpignan          | 3 – 4   | Championnat                                |
| 13 | 7 novembre 1937   | Stade Jean-Laffon, Perpignan              | USA Perpignan – Stade toulousain          | 8 – 8   | Coupe des Pyrénées                         |
| 14 | 8 décembre 1940   | Stade des Ponts Jumeaux, Toulouse         | Stade toulousain – USA Perpignan          | 6 – 0   | Coupe de l'amitié                          |
| 15 | 23 février 1941   | Stade Aimé-Giral, Perpignan               | USA Perpignan – Stade toulousain          | 8 – 8   | Coupe de l'amitié                          |
| 16 | 7 février 1943    | Narbonne                                  | Stade toulousain – USA Perpignan          | 8 – 3   | Coupe de France (8e de finale)             |
| 17 | 1944 1945         | Narbonne                                  | Stade toulousain – USA Perpignan          | 0 – 0   | Coupe de France (quart de finale)          |
| 18 | 1944 1945         | Narbonne                                  | USA Perpignan – Stade toulousain          | 4 – 0   | Coupe de France (quart de finale)          |
| 19 | 1er octobre 1951  | Stade des Ponts Jumeaux, Toulouse         | Stade toulousain – USA Perpignan          | 16 – 8  | Challenge Paul Roca                        |
| 20 | 27 janvier 1952   | Stade Aimé-Giral, Perpignan               | USA Perpignan – Stade toulousain          | 11 – 0  | Challenge Paul Roca                        |
| 21 | 19 octobre 1952   | Stade des Ponts Jumeaux, Toulouse         | Stade toulousain – USA Perpignan          | 9 – 6   | Challenge Paul Roca                        |
| 22 | 28 décembre 1952  | Stade Aimé-Giral, Perpignan               | USA Perpignan – Stade toulousain          | 12 – 11 | Challenge Paul Roca                        |
| 23 | 3 janvier 1954    | Stade Aimé-Giral, Perpignan               | USA Perpignan – Stade toulousain          | 0 – 5   | Championnat                                |
| 24 | 7 mars 1954       | Stade des Ponts Jumeaux, Toulouse         | Stade toulousain – USA Perpignan          | 0 – 3   | Championnat                                |
| 25 | 29 avril 1956     | Narbonne                                  | USA Perpignan – Stade toulousain          | 6 – 3   | Challenge Yves du Manoir (demi-finale)     |
| 26 | 29 novembre 1959  | Stade Aimé-Giral, Perpignan               | USA Perpignan – Stade toulousain          | 8 – 8   | Championnat                                |
| 27 | 14 février 1960   | Stade des Ponts Jumeaux, Toulouse         | Stade toulousain – USA Perpignan          | 0 – 11  | Championnat                                |
| 28 | 23 septembre 1962 | Stade des Ponts Jumeaux, Toulouse         | Stade toulousain – USA Perpignan          | 9 – 13  | Challenge Yves du Manoir                   |
| 29 | 29 décembre 1963  | Stade des Ponts Jumeaux, Toulouse         | Stade toulousain – USA Perpignan          | 6 – 3   | Challenge Yves du Manoir                   |
| 30 | 25 octobre 1970   | Stade des Ponts Jumeaux, Toulouse         | Stade toulousain – USA Perpignan          | 45 – 17 | Challenge Yves du Manoir                   |
| 31 | 2 novembre 1975   | Stade Aimé-Giral, Perpignan               | USA Perpignan – Stade toulousain          | 31 – 6  | Championnat                                |
| 32 | 25 janvier 1976   | Stade des Ponts Jumeaux, Toulouse         | Stade toulousain – USA Perpignan          | 6 – 0   | Championnat                                |
| 33 | 2 janvier 1977    | Stade Aimé-Giral, Perpignan               | USA Perpignan – Stade toulousain          | 14 – 10 | Challenge Yves du Manoir                   |
| 34 | 14 février 1982   | Stade des Ponts Jumeaux, Toulouse         | Stade toulousain – USA Perpignan          | 15 – 19 | Challenge Yves du Manoir                   |
| 35 | 1978              | Stadium, Toulouse                         | Stade toulousain – USA Perpignan          | 11 – 6  | Bouclier d'automne                         |
| 36 | 18 octobre 1981   | Stade Aimé-Giral, Perpignan               | USA Perpignan – Stade toulousain          | 21 – 18 | Championnat                                |
| 37 | 14 février 1982   | Stadium, Toulouse                         | Stade toulousain – USA Perpignan          | 0 – 9   | Championnat                                |
| 38 | 4 septembre 1982  | Stade Aimé-Giral, Perpignan               | USA Perpignan – Stade toulousain          | 22 – 6  | Challenge Yves du Manoir                   |
| 39 | 21 novembre 1982  | Stade Ernest-Wallon, Toulouse             | Stade toulousain – USA Perpignan          | 9 – 12  | Challenge Yves du Manoir                   |
| 40 | août 1984         | Stade Aimé-Giral, Perpignan               | USA Perpignan – Stade toulousain          | 15 – 9  | Challenge Yves du Manoir                   |
| 41 | février 1986      | Narbonne                                  | Stade toulousain – USA Perpignan          | 12 – 10 | Challenge Yves du Manoir (quart de finale) |
| 42 | 10 décembre 1989  | Stade Aimé-Giral, Perpignan               | USA Perpignan – Stade toulousain          | 10 – 12 | Championnat                                |
| 43 | 18 mars 1990      | Stade Ernest-Wallon, Toulouse             | Stade toulousain – USA Perpignan          | 32 – 3  | Championnat                                |
| 44 | 1993 1994         | Stade Aimé-Giral, Perpignan               | USA Perpignan – Stade toulousain          | 9 – 6   | Challenge Yves du Manoir                   |
| 45 | 1993 1994         | Stade Ernest-Wallon, Toulouse             | Stade toulousain – USA Perpignan          | 9 – 24  | Challenge Yves du Manoir                   |
| 46 | 1994 1995         | Stade Ernest-Wallon, Toulouse             | Stade toulousain – USA Perpignan          | 21 – 9  | Championnat                                |
| 47 | 1994 1995         | Stade Aimé-Giral, Perpignan               | USA Perpignan – Stade toulousain          | 19 – 16 | Championnat                                |
| 48 | 7 octobre 1995    | Stade Aimé-Giral, Perpignan               | USA Perpignan – Stade toulousain          | 23 – 11 | Championnat                                |
| 49 | 2 mars 1996       | Stade Ernest-Wallon, Toulouse             | Stade toulousain – USA Perpignan          | 38 – 21 | Championnat                                |
| 50 | 21 août 1999      | Stade Aimé-Giral, Perpignan               | USA Perpignan – Stade toulousain          | 35 – 21 | Championnat                                |
| 51 | 11 mars 2000      | Stade Ernest-Wallon, Toulouse             | Stade toulousain – USA Perpignan          | 60 – 12 | Championnat                                |
| 52 | mai 2001          | Stadium, Toulouse                         | Stade toulousain – USA Perpignan          | 20 – 15 | Championnat (quart de finale)              |
| 53 | 13 avril 2002     | Stade Ernest-Wallon, Toulouse             | Stade toulousain – USA Perpignan          | 30 – 14 | Top 16 (play-off)                          |
| 54 | 19 mai 2002       | Stade Aimé-Giral, Perpignan               | USA Perpignan – Stade toulousain          | 36 – 34 | Top 16 (play-off)                          |
| 55 | 2002 2003         | Stade Ernest-Wallon, Toulouse             | Stade toulousain – USA Perpignan          | 43 – 20 | Top 16                                     |
| 56 | 2002 2003         | Stade Aimé-Giral, Perpignan               | USA Perpignan – Stade toulousain          | 32 – 17 | Top 16                                     |
| 57 | 24 mai 2003       | Lansdowne Road, Dublin                    | Stade toulousain – USA Perpignan          | 22 – 17 | Coupe d'Europe (finale)                    |
| 58 | 2003 2004         | Stade Ernest-Wallon, Toulouse             | Stade toulousain – USA Perpignan          | 24 – 16 | Top 16                                     |
| 59 | 2003 2004         | Stade Aimé-Giral, Perpignan               | USA Perpignan – Stade toulousain          | 32 – 3  | Top 16                                     |
| 60 | 20 juin 2004      | Stade de la Mosson, Montpellier           | USA Perpignan – Stade toulousain          | 18 – 16 | Top 16 (demi-finale)                       |
| 61 | 23 aout 2004      | Stade Ernest-Wallon, Toulouse             | Stade toulousain – USA Perpignan          | 24 – 21 | Top 16                                     |
| 62 | 22 janvier 2005   | Stade Aimé-Giral, Perpignan               | USA Perpignan – Stade toulousain          | 18 – 16 | Top 16                                     |
| 63 | 23 septembre 2005 | Stade Ernest-Wallon, Toulouse             | Stade toulousain – USA Perpignan          | 30 – 22 | Top 14                                     |
| 64 | 18 mars 2006      | Stade Aimé-Giral, Perpignan               | USA Perpignan – Stade toulousain          | 15 – 13 | Top 14                                     |
| 65 | 9 septembre 2006  | Stade Aimé-Giral, Perpignan               | USA Perpignan – Stade toulousain          | 30 – 17 | Top 14                                     |
| 66 | 6 janvier 2007    | Stade Ernest-Wallon, Toulouse             | Stade toulousain – USA Perpignan          | 16 – 12 | Top 14                                     |
| 67 | 16 février 2008   | Stade Ernest-Wallon, Toulouse             | Stade toulousain – USA Perpignan          | 41 – 15 | Top 14                                     |
| 68 | 24 mai 2008       | Stade Aimé-Giral, Perpignan               | USA Perpignan – Stade toulousain          | 50 – 6  | Top 14                                     |
| 69 | 27 septembre 2008 | Stade Ernest-Wallon, Toulouse             | Stade toulousain – USA Perpignan          | 30 – 20 | Top 14                                     |
| 70 | 22 février 2009   | Stade Aimé-Giral, Perpignan               | USA Perpignan – Stade toulousain          | 32 – 8  | Top 14                                     |
| 71 | 29 août 2009      | Stade Aimé-Giral, Perpignan               | USA Perpignan – Stade toulousain          | 17 – 15 | Top 14                                     |
| 72 | 31 décembre 2009  | Stadium, Toulouse                         | Stade toulousain – USA Perpignan          | 22 – 11 | Top 14                                     |
| 73 | 14 mai 2010       | Stade de la Mosson, Montpellier           | USA Perpignan – Stade toulousain          | 21 – 13 | Top 14 (demi-finale)                       |
| 74 | 23 octobre 2010   | Stadium, Toulouse                         | Stade toulousain – USA Perpignan          | 38 – 29 | Top 14                                     |
| 75 | 1er avril 2011    | Stade Aimé-Giral, Perpignan               | USA Perpignan – Stade toulousain          | 24 – 25 | Top 14                                     |
| 76 | 5 novembre 2011   | Stadium, Toulouse                         | Stade toulousain – USA Perpignan          | 21 – 17 | Top 14                                     |
| 77 | 13 avril 2012     | Stade Aimé-Giral, Perpignan               | USA Perpignan – Stade toulousain          | 25 – 10 | Top 14                                     |
| 78 | 15 septembre 2012 | Stade olympique Lluís-Companys, Barcelone | USA Perpignan – Stade toulousain          | 34 – 20 | Top 14                                     |
| 79 | 15 février 2013   | Stade Ernest-Wallon, Toulouse             | Stade toulousain – USA Perpignan          | 18 – 19 | Top 14                                     |
| 80 | 5 avril 2013      | Stade Aimé-Giral, Perpignan               | USA Perpignan – Stade toulousain          | 30 – 19 | Challenge européen (quart de finale)       |
| 81 | 28 septembre 2013 | Stade Aimé-Giral, Perpignan               | USA Perpignan – Stade toulousain          | 20 – 16 | Top 14                                     |
| 82 | 1er mars 2014     | Stade Ernest-Wallon, Toulouse             | Stade toulousain – USA Perpignan          | 37 – 9  | Top 14                                     |
| 83 | 27 octobre 2018   | Stade Aimé-Giral, Perpignan               | USA Perpignan – Stade toulousain          | 18 – 36 | Top 14                                     |
| 84 | 25 mai 2019       | Stade Ernest-Wallon, Toulouse             | Stade toulousain – USA Perpignan          | 47 – 7  | Top 14                                     |
| 85 | 6 novembre 2021   | Stade Ernest-Wallon, Toulouse             | Stade toulousain – USA Perpignan          | 37 – 15 | Top 14                                     |
| 86 | 5 février 2022    | Stade Aimé-Giral, Perpignan               | USA Perpignan – Stade toulousain          | 36 – 13 | Top 14                                     |
| 87 | 3 décembre 2022   | Stade Ernest-Wallon, Toulouse             | Stade toulousain – USA Perpignan          | 34 – 13 | Top 14                                     |
| 88 | 13 mai 2023       | Stade Aimé-Giral, Perpignan               | USA Perpignan – Stade toulousain          | 26 – 21 | Top 14                                     |
| 89 | 11 novembre 2023  | Stade Ernest-Wallon, Toulouse             | Stade toulousain – USA Perpignan          | 43 – 34 | Top 14                                     |
| 90 | 9 mars 2024       | Stade Aimé-Giral, Perpignan               | USA Perpignan – Stade toulousain          | 27 – 17 | Top 14                                     |
| 91 | 23 novembre 2024  | Stade Ernest-Wallon, Toulouse             | Stade toulousain – USA Perpignan          | 41 – 9  | Top 14                                     |
| 92 | 7 juin 2025       | Stade Aimé-Giral, Perpignan               | USA Perpignan – Stade toulousain          | 42 – 35 | Top 14                                     |

## Statistiques
Depuis 1921
- Matchs invaincus :
  - Perpignan : 5
  - Toulouse : 5
- Total :
  - Nombre de rencontres : 91
  - Premier match gagné par les Perpignanais : 17 avril 1921
  - Premier match gagné par les Toulousains : 27 avril 1924
  - Dernier match gagné par les Perpignanais : 7 juin 2025
  - Dernier match gagné par les Toulousains : 23 novembre 2024
  - Plus grand nombre de points marqués par les Perpignanais : 50 points le 24 mai 2008 (gagné)
  - Plus grand nombre de points marqués par les Toulousains : 60 points le 11 mars 2000 (gagné)
  - Plus grande différence de points dans un match gagné par les Perpignanais : +44 le 24 mai 2008
  - Plus grande différence de points dans un match gagné par les Toulousains : +48 le 11 mars 2000
- Bilan
  - Nombre de rencontres : 92
  - Victoires perpignanaises : 44
  - Victoires toulousaines : 44
  - Matches nuls : 4